# Lobutolong Habinsaran
Lobutolong Habinsaran is een bestuurslaag in het regentschap Humbang Hasundutan van de provincie Noord-Sumatra, Indonesië. Lobutolong Habinsaran telt 759 inwoners (volkstelling 2010).